# Sinclair-Stevenson
 (août 2016).
Si vous disposez d'ouvrages ou d'articles de référence ou si vous connaissez des sites web de qualité traitant du thème abordé ici, merci de compléter l'article en donnant les références utiles à sa vérifiabilité et en les liant à la section « Notes et références ».
Sinclair-Stevenson Ltd est une maison d'édition britannique fondée en 1989 par Christopher Sinclair-Stevenson.
Christopher Sinclair-Stevenson entre comme éditeur chez Hamish Hamilton (en) en 1961. Treize ans plus tard, en 1974, devenu directeur général, il crée « une équipe performante étroitement associée », il développe une réputation inégalée pour s'occuper de ses auteurs. Puis, en 1989, il démissionne et créé sa propre entreprise, Sinclair-Stevenson Ltd, et emmène un certain nombre de membres du personnel et d'auteurs avec lui.
Sinclair-Stevenson Ltd est intégré dans le Random House Group en février 1997 avec l'achat de la Reed Consumer Trade Division.